# سد برویا
سد برویا (به لاتین: Bureya Dam) یک سد و نیروگاه برقابی در روسیه است که در ناحیه فدرالی خاور دور واقع شده‌است.